# Documenta

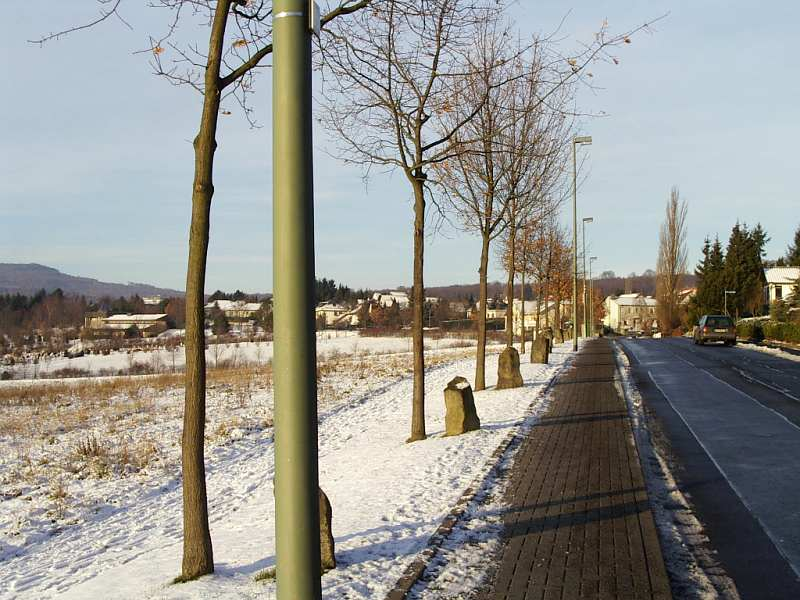
Joseph Beuys verk 7000 ekar, i Kassel sedan documenta 7 1982.

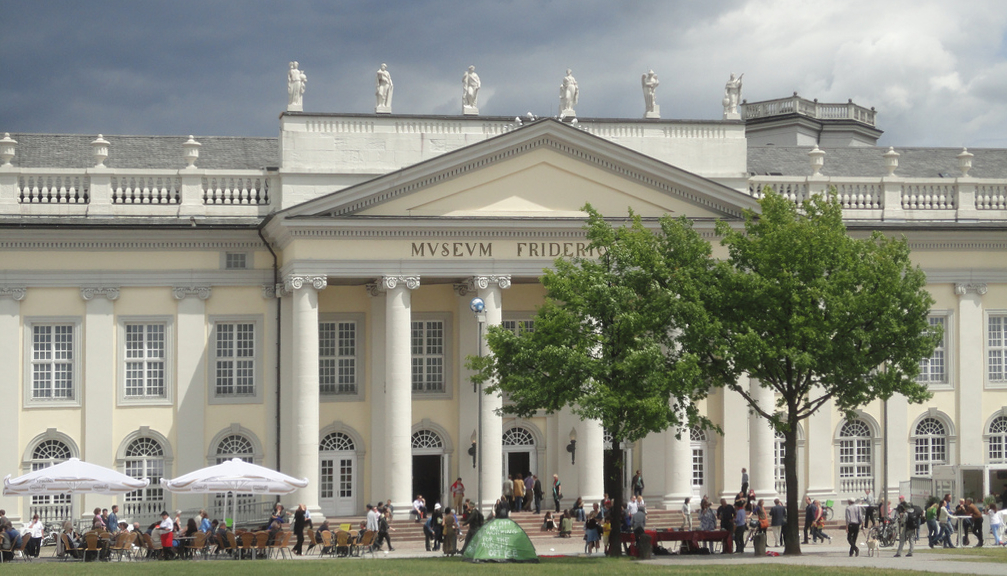
Fridericianum under dOCUMENTA (13).

documenta är en av världens största utställningar för samtida konst. Den hålls vart femte år i Kassel, Tyskland.
Den första documenta anordnades 1955 av målaren och akademiprofessorn Arnold Bode. Sedan 1972 genomförs documenta regelbundet vart femte år. Utställningen pågår alltid under 100 dagar. Arnold Bode ansvarade också för den andra och den tredje documenta-utställningen 1959 respektive 1964.
År 2017 gjordes en annorlunda satsning för documenta 14, då en specialutställning i Aten 8 april–17 juli kom att inleda evenemanget med en överlappande uppföljning i Kassel juni–september samma år.
Vid documenta fifteen år 2022 uppstod en skandal när ett stort utomhusverk visade sig innehålla antisemitiska bildinslag och stereotyper. Det togs ned några få dagar efter att utställningen öppnat och ungefär en månad senare avgick documentas chef och tillika chef för konstmuseet  Fridericianum Sabine Schormann.

## documenta-utställningar
|                   | År                  | Ledare                       | Konstnärer | Utställningsobjekt | Besökarantal                    |
| ----------------- | ------------------- | ---------------------------- | ---------- | ------------------ | ------------------------------- |
| documenta 1       | 1955                | Arnold Bode                  | 148        | 670                | 130 000                         |
| documenta II      | 1959                | Arnold Bode, Werner Haftmann | 338        | 1770               | 134 000                         |
| documenta III     | 1964                | Arnold Bode, Werner Haftmann | 361        | 1450               | 200 000                         |
| 4. documenta      | 1968                | documenta-råd                | 151        | 1000               | 220 000                         |
| documenta 5       | 1972                | Harald Szeemann              | 218        | 820                | 228 621                         |
| documenta 6       | 1977                | Manfred Schneckenburger      | 622        | 2700               | 343 410                         |
| documenta 7       | 1982                | Rudi Fuchs                   | 182        | 1000               | 378 691                         |
| documenta 8       | 1987                | Manfred Schneckenburger      | 150        | 600                | 474 417                         |
| documenta IX      | 1992                | Jan Hoet                     | 189        | 1000               | 603 456                         |
| documenta X       | 1997                | Catherine David              | 120        | 700                | 628 776                         |
| Documenta11       | 2002                | Okwui Enwezor                | 118        | 450                | 650 924                         |
| documenta 12      | 2007                | Roger M. Buergel             | 114        | > 500              | 754 301                         |
| dOCUMENTA (13)    | 2012                | Carolyn Christov-Bakargiev   | 187        |                    | 904 992                         |
| documenta 14      | 2017 (också i Aten) | Adam Szymczyk                |            |                    | 891.500 i Kassel 339.000 i Aten |
| documenta fifteen | 2022                | ruangrupa                    |            |                    |                                 |